# Meryta pauciflora
Meryta pauciflora là một loài thực vật có hoa trong Họ Cuồng cuồng. Loài này được Hemsl. ex Cheeseman mô tả khoa học đầu tiên năm 1897.